# Édouard Keilig
Frédéric Édouard Keilig, geboren Friedrich Eduard Keilig (Rödgen (Saksen-Anhalt), 15 maart 1827 - Brussel, 29 juli 1895) was een Duits-Belgisch landschapsarchitect. Hij verwierf bekendheid door het ontwerp van het Ter Kamerenbos, het Park van Laken, het Stadspark van Antwerpen, het Parc d'Avroy in Luik en het Maria Hendrikapark in Oostende.

## Leven en werk

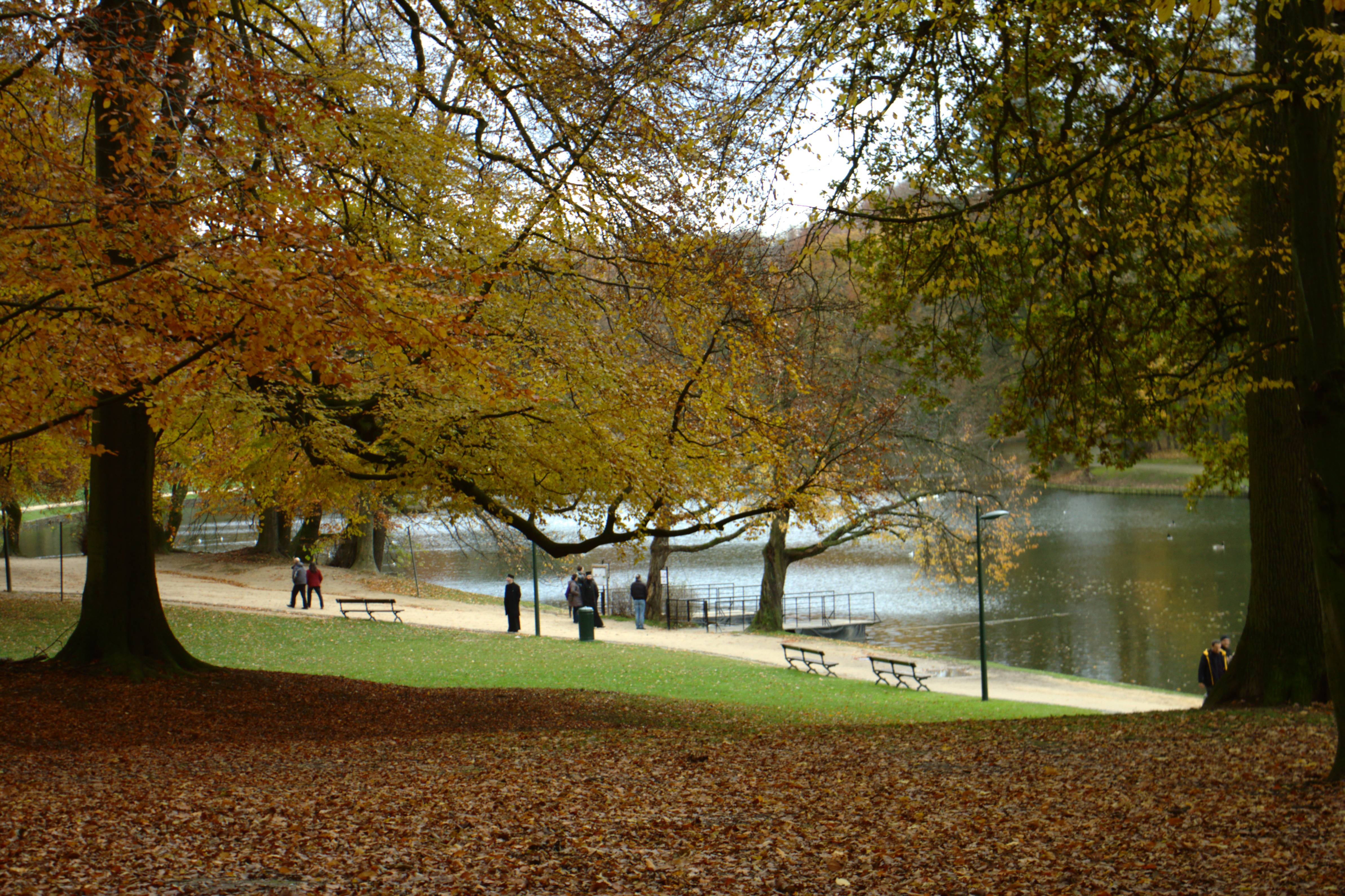
Ter Kamerenbos

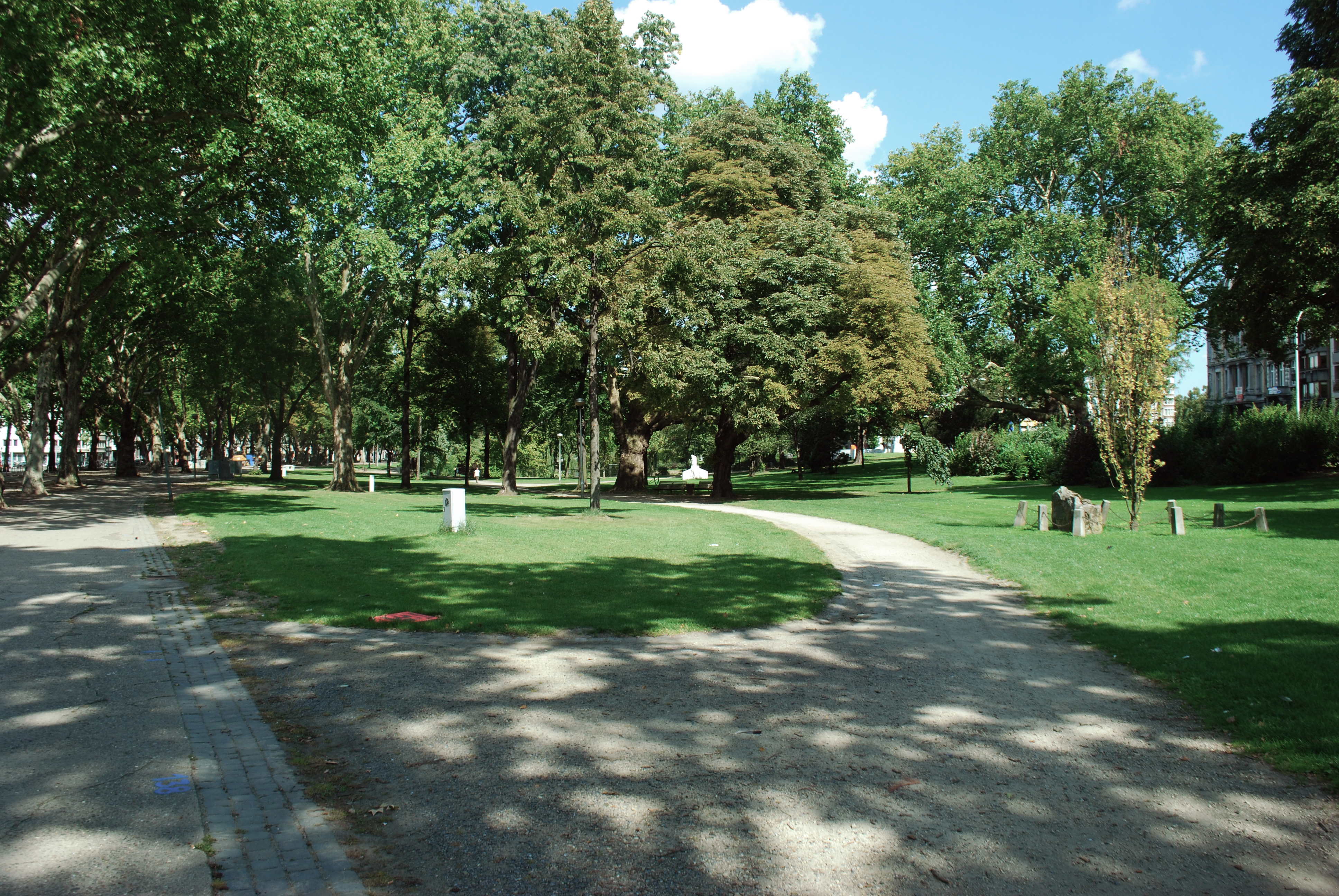
Parc d'Avroy

Keilig was de zoon van een landbouwer uit het toenmalige Koninkrijk Saksen en kon, wegens een oogziekte, geen universiteitsstudies aanvangen. Zijn vader zond hem naar een tuinbouwbedrijf in Leipzig waar hij zijn opleiding kreeg en werkzaam was vanaf 1844. Als deel van zijn opleiding volgde hij als vrije student een aantal colleges over scheikunde en plantkunde aan de Leipzigse universiteit. In 1847 kon hij aan de slag op het koninklijk Slot Charlottenburg in Berlijn waar hij zich onder leiding van landschapsarchitect Peter Joseph Lenné verder specialiseerde in de tuinaanleg en er eveneens les volgde aan Berlijnse universiteit. 
Nadat Keilig in 1849 nog een stage deed als tuinarchitect in Elberfeld, ging hij het jaar nadien naar Keulen en leidde er een tuinbouwbedrijf. In 1853 verhuisde hij naar België om te werken bij tuinbouwkundige en botanicus Jean Linden. Zijn eerste opdracht kreeg hij van baron de Man de Lennick, die hem belastte met het ontwerp van zijn kasteeltuin te Hévillers. Keilig verbleef op het kasteeldomein en de kasteelheer introduceerde hem in de adellijke kringen waardoor hij vooral opdrachten voor kasteeltuinen kreeg. In 1856 vertrouwde kroonprins Leopold hem de uitbouw van het Park van Tervuren toe, de eerste in een reeks koninklijke opdrachten.
Vanaf 1857 deed Keilig mee aan de ontwerpwedstrijden. Eerst nog zonder succes, zoals de wedstrijd voor de verfraaiing van de Brusselse Louizalaan en deze voor de aanleg van het Parc de la Boverie te Luik waarin hij tweede werd. In 1862 behaalde hij wel de eerste prijs voor de aanleg van het Ter Kamerenbos, een uitloper van het Zoniënwoud. Zijn volgende grote opdracht kreeg hij in 1867 van de nieuwe koning Leopold II om nabij het Koninklijk Domein van Laken een nieuw publiekspark te ontwerpen. Toen de koning omstreeks 1876 de nodige gronden had verworven, werd het nieuwe Park van Laken naar het ontwerp van Keilig aangelegd. Eveneens in 1867 won Keilig de wedstrijd voor de aanleg van het Stadspark van Antwerpen. Hij voorzag een metalen hangbrug die over de parkvijver werd aangelegd en waarbij de brughoofden door kunstmatige rotsen werden omgeven. Het stadspark was in 1869 voltooid.
Nadat Keilig in 1868 de Belgische nationaliteit had aangenomen, werd hij nog datzelfde jaar benoemd tot inspecteur van de plantsoenen van Brussel waardoor hij betrokken was bij de realisatie van alle openbare landschappelijke ruimtes in de Belgische hoofdstad. Hij bleef ruim 25 jaar in dienst van de stad. Hij tekende in 1869 reeds het voorontwerp van de Franklin Rooseveltlaan in de buurt van het Ter Kamerenbos, die pas na zijn dood zou aangelegd worden.
Daarnaast bleef Keilig ook actief als landschapsarchitect. Grote parken die hij nog ontwierp waren het Parc d'Avroy in Luik (ontwerp in 1876 en uitvoering in 1882) en het Maria Hendrikapark (ontwerp in 1876 en uitvoering in 1888) met de Koninginnelaan (1892) in Oostende. Door bemiddeling van koning Leopold II was hij eveneens betrokken bij de ontwerpen van het Dudenpark en het Park van Vorst. Hij tekende eveneens de eerste voorontwerpen voor de Tervurenlaan. Van de koning zelf kreeg hij nog nieuwe opdrachten in het Park van Tervuren en in 1875 ontwierp hij, eveneens op initiatief van de koning, de Hippodroom van Bosvoorde. Hij ontwierp ook het Jan Jacobsplein in Brussel.
- Union List of Artist Names: 500261540
- Virtual International Authority File: 173348330